# Rafał Ratajczyk
Pour les articles homonymes, voir Ratajczyk.
Rafal Ratajczyk (né le 5 avril 1983 à Żyrardów) est un coureur cycliste sur piste polonais. Il a notamment été médaillé lors des championnats du monde du scratch et de la course aux points. 
En décembre 2009, il est suspendu par la Fédération polonaise pour s'être dopé. Des traces d'éphédrine ont été retrouvées dans son organisme. Il est suspendu 1 an.

## Palmarès

### Championnats du monde
- Bordeaux 2006
  -  Médaillé d'argent de la course à points
- Palma de Majorque 2007
  -  Médaillé de bronze du scratch
- Apeldoorn 2011
  - 10e du scratch
  - 22e de l'omnium
- Melbourne 2012
  - 7e de la course aux points
  - 12e de l'omnium

### Coupe du monde
- 2005-2006
  - 1er du scratch à Manchester
  - 1er du scratch à Sydney

- 2006-2007
  - Classement général du scratch
  - 1er du scratch à Manchester

- 2007-2008
  - 2e de la course aux points à Los Angeles
  - 2e de la course aux points à Copenhague

- 2008-2009
  - 3e de la course aux points à Pékin
  - 3e du scratch à Pékin

### Championnats d'Europe
| Espoirs - Büttgen 2002 - Médaillé de bronze du scratch espoirs - Valence 2004 - Champion d'Europe de la course aux points espoirs - Médaillé d'argent du scratch espoirs | Élites - 2007 - Médaillé d'argent de l'omnium endurance - 2009 - Champion d'Europe de l'omnium endurance - Pruszków 2010 - Médaillé de bronze de l'omnium - Apeldoorn 2011 - Champion d'Europe de course aux points |  |

### Championnats nationaux
| - 2002 - 2e du championnat de Pologne de vitesse par équipes - 2e du championnat de Pologne de course à l'américaine - 3e du championnat de Pologne de poursuite par équipes - 2003 - Champion de Pologne de vitesse par équipes - 2e du championnat de Pologne de vitesse par équipes - 2e du championnat de Pologne de course à l'américaine - 3e du championnat de Pologne de poursuite par équipes - 2005 - Champion de Pologne de poursuite individuelle - Champion de Pologne de l'américaine (avec Bartłomiej Matysiak) - 2006 - Champion de Pologne de poursuite individuelle - Champion de Pologne de l'américaine (avec Sebastian Jezierski) | - 2007 - Champion de Pologne de poursuite individuelle - Champion de Pologne de la course aux points - 2e du championnat de Pologne de course à l'américaine - 2009 - Champion de Pologne de poursuite individuelle - Champion de Pologne de la course à l'américaine - 2e du championnat de Pologne de course aux points - 2010 - Champion de Pologne du scratch - Champion de Pologne de l'omnium - 2e du championnat de Pologne de course à l'américaine - 2011 - Champion de Pologne de poursuite individuelle - 3e du championnat de Pologne de l'omnium |  |

## Palmarès sur route
- 2005
  -  Champion de Pologne du contre-la-montre espoirs